# 関東学院大学建築・環境学部
関東学院大学建築・環境学部（かんとうがくいんだいがくけんちく・かんきょうがくぶ、College of Architecture and Environmental Design）は、関東学院大学に設置されている建築学と環境学・建築設備関連を学ぶ学部。
建築・環境学科の1学科に5つのコースが設置されている。
なお、関連する大学院については、同大学の大学院工学研究科に建築学専攻が開設されており、合わせて紹介する。

## 沿革
- 1927年 財団法人関東学院が組織され、関東学院が開校
- 1947年 学制改革による関東学院中学校設置
- 1949年 学制改革により、旧制専門学校を母体として関東学院大学が開学。工学部が開設され、建築学科を設置
- 1963年 建築学科について設備、構造、デザイン、建築の4コース制を採用
- 1965年 工学部に、国内初の建築設備工学科を設置
- 1966年 工学研究科に建築学専攻修士課程を設立
- 1968年 関東学院大学大沢記念建築設備工学研究所が開設される
- 1977年 工学研究科に建築学専攻博士後期課程を増設
- 2013年 大学工学部を改組し、理工学部と建築・環境学部に分岐。工学部建築学科と建築設備工学科を母体に建築・環境学科を設置

## 学部組織
建築・環境学部
- 建築・環境学科
  - 建築デザインコース
  - まちづくりデザインコース
  - すまいデザインコース
  - 環境共生デザインコース
  - 建築エンジニアリングコース

分野はデザイン分野（建築史、建築デザイン、都市計画まちづくり、ランドスケープ、建築論）、構造分野、材料・施工分野（建築材料とマネジメント）、環境・設備分野の4分野で構成

## 大学院
工学研究科
- 建築学専攻
  - 建築・都市計画学専修
  - 建築構造学専修
  - 建築生産学専修
  - 建築設備・環境工学専修

分野は設計・計画系、構造・生産系、環境工学・設備工学系の3分野で構成